# Condado de Glacier
O Condado de Glacier é um dos 56 condados do estado norte-americano de Montana. A sede de condado é Cut Bank, que é também a sua maior cidade. O condado tem uma área de 7866 km² (dos quais 109 km² estão cobertos por água), uma população de 13 247 habitantes, e uma densidade populacional de 1,7 hab/km² (segundo o censo nacional de 2000). O condado foi fundado em 1919 e o seu nome provém do Parque Nacional Glacier (Glacier National Park), nas proximidades do condado.